# EFront Financial Solutions
 (janvier 2022).
La mise en forme du texte ne suit pas les recommandations de Wikipédia : il faut le « wikifier ».
Les points d'amélioration suivants sont les cas les plus fréquents. Le détail des points à revoir est peut-être précisé sur la page de discussion.
- Les titres sont pré-formatés par le logiciel. Ils ne sont ni en capitales, ni en gras.
- Le texte ne doit pas être écrit en capitales (les noms de famille non plus), ni en gras, ni en italique, ni en « petit »…
- Le gras n'est utilisé que pour surligner le titre de l'article dans l'introduction, une seule fois.
- L'italique est rarement utilisé : mots en langue étrangère, titres d'œuvres, noms de bateaux, etc.
- Les citations ne sont pas en italique mais en corps de texte normal. Elles sont entourées par des guillemets français : « et ».
- Les listes à puces sont à éviter, des paragraphes rédigés étant largement préférés. Les tableaux sont à réserver à la présentation de données structurées (résultats, etc.).
- Les appels de note de bas de page (petits chiffres en exposant, introduits par l'outil «  Source ») sont à placer entre la fin de phrase et le point final[comme ça].
- Les liens internes (vers d'autres articles de Wikipédia) sont à choisir avec parcimonie. Créez des liens vers des articles approfondissant le sujet. Les termes génériques sans rapport avec le sujet sont à éviter, ainsi que les répétitions de liens vers un même terme.
- Les liens externes sont à placer uniquement dans une section « Liens externes », à la fin de l'article. Ces liens sont à choisir avec parcimonie suivant les règles définies. Si un lien sert de source à l'article, son insertion dans le texte est à faire par les notes de bas de page.
- La présentation des références doit suivre les conventions bibliographiques. Il est recommandé d'utiliser les modèles {{Ouvrage}}, {{Chapitre}}, {{Article}}, {{Lien web}} et/ou {{Bibliographie}}. Le mode d'édition visuel peut mettre en forme automatiquement les références.
- Insérer une infobox (cadre d'informations à droite) n'est pas obligatoire pour parachever la mise en page.

Pour une aide détaillée, merci de consulter Aide:Wikification.
Si vous pensez que ces points ont été résolus, vous pouvez retirer ce bandeau et améliorer la mise en forme d'un autre article.
eFront est un fournisseur de solutions logicielles destinées à l'industrie financière, et plus spécifiquement à la gestion des investissements dans les classes d’actifs alternatives (Capital-investissement, Real Estate, Infrastructure, Dette privée), dont il est le leader mondial.
Le siège de la société est situé à Paris et la société est présente dans plus de 20 pays. eFront compte plus de 850 employés à travers le monde. Les solutions eFront servent plus de 850 clients dans 48 pays, y compris des sociétés des secteurs du capital-investissement, de l'investissement immobilier, de la banque et des assurances.
En 2019, eFront est acquise par BlackRock pour USD 1,5 milliard dans le but de devenir une unité spécialisée au sein de BlackRock Solutions, aux côtés de Aladdin Institutional et Aladdin Wealth.

## Histoire
- 2019 Acquisition d’eFront par BlackRock
- 2015 Acquisition d’eFront par Bridgepoint
- 2013 eFront acquiert AnalytX, le développeur de la solution Private Equity Office (aujourd’hui[Depuis quand ?] appelée eFront PEO/VC)[1]
- 2012 eFront fait l'acquisition de DMLT, le développeur du portail investisseurs Investment Café (aujourd’hui[Depuis quand ?] appelé eFront Investment Café)[2]
- 2011 Acquisition d'eFront par Francisco Partners[3]
- 2008 Expansion internationale en Amérique du Nord et en Asie Pacifique
- 2006 Introduction d'eFront en bourse sur Euronext Growth
- 2003 Expansion internationale en Europe et au Moyen-Orient
- 2002 eFront crée et lance Front Venture, sa première solution logicielle destinée aux investisseurs en capital-investissement (aujourd’hui[Depuis quand ?] appelé eFront Invest)
- 1999 Fondation d’eFront. Il s’agissait alors d’une plateforme technologique visant à développer rapidement et de manière efficace des applications logicielles verticales destinées à l’entreprise.